# مدى الكرمل
مدى الكرمل (المركز العربي للدراسات الاجتماعية التطبيقية) هو مؤسسة بحثية غير ربحية، تأسست عام 2000 ومقرّها في مدينة حيفا. يهدف المركز إلى تشجيع البحث التطبيقي والنظري حول المجتمع الفلسطيني في دولة إسرائيل. ويركز على الاحتياجات الاجتماعية والتربوية والاقتصادية للفلسطينيين في إسرائيل وعلى الهوية القومية والمواطنة الديموقراطية، كما وأصدر المركز العشرات من الكتب البحثية. يعمل في مدى الكرمل مجموعة من المؤرخين والأكاديميين والباحثين العرب، منهم : هنيدة غانم، نديم روحانا، جوني منصور، امطانس شحادة، نادرة شلهوب، محمود محارب، مهند مصطفى، محمود يزبك، ميخائيل كريني، خالد أبو عصبة.